# Gruzia tại Thế vận hội
Gruzia lần đầu tham gia Thế vận hội với tư cách một quốc gia độc lập vào năm 1994 và kể từ năm này đã gửi các vận động viên (VĐV) tới toàn bộ các kỳ Thế vận hội Mùa hè và Thế vận hội Mùa đông.
Trước đó, các VĐV Gruzia thi đấu theo đoàn Liên Xô từ năm 1952 đến năm 1988 và sau khi Liên Xô tan rã, Gruzia từng thuộc Đoàn thể thao hợp nhất vào năm 1992.
Các VĐV Gruzia đã giành được tổng cộng 40 tấm huy chương, chủ yếu ở các môn đấu vật, judo và cử tạ.
Ủy ban Olympic quốc gia của Gruzia được thành lập năm 1989 và được công nhận bởi Ủy ban Olympic Quốc tế năm 1993.

## Huy chương
| Thế vận hội         | Số VĐV                                        | Vàng                                          | Bạc                                           | Đồng                                          | Tổng số                                       | Xếp thứ                                       |
| 1952–1988           | như một phần của Liên Xô (URS)                | như một phần của Liên Xô (URS)                | như một phần của Liên Xô (URS)                | như một phần của Liên Xô (URS)                | như một phần của Liên Xô (URS)                | như một phần của Liên Xô (URS)                |
| Barcelona 1992      | như một phần của Đoàn thể thao hợp nhất (EUN) | như một phần của Đoàn thể thao hợp nhất (EUN) | như một phần của Đoàn thể thao hợp nhất (EUN) | như một phần của Đoàn thể thao hợp nhất (EUN) | như một phần của Đoàn thể thao hợp nhất (EUN) | như một phần của Đoàn thể thao hợp nhất (EUN) |
| Atlanta 1996        | 34                                            | 0                                             | 0                                             | 2                                             | 2                                             | 68                                            |
| Sydney 2000         | 36                                            | 0                                             | 0                                             | 6                                             | 6                                             | 68                                            |
| Athens 2004         | 32                                            | 2                                             | 2                                             | 0                                             | 4                                             | 32                                            |
| Bắc Kinh 2008       | 35                                            | 3                                             | 2                                             | 2                                             | 7                                             | 26                                            |
| Luân Đôn 2012       | 35                                            | 1                                             | 2                                             | 3                                             | 6                                             | 39                                            |
| Rio de Janeiro 2016 | 40                                            | 2                                             | 1                                             | 4                                             | 7                                             | 38                                            |
| Tokyo 2020          | 35                                            | 2                                             | 5                                             | 1                                             | 8                                             | 33                                            |
| Paris 2024          | chưa diễn ra                                  | chưa diễn ra                                  | chưa diễn ra                                  | chưa diễn ra                                  | chưa diễn ra                                  | chưa diễn ra                                  |
| Los Angeles 2028    | chưa diễn ra                                  | chưa diễn ra                                  | chưa diễn ra                                  | chưa diễn ra                                  | chưa diễn ra                                  | chưa diễn ra                                  |
| Tổng số             | Tổng số                                       | 10                                            | 12                                            | 18                                            | 40                                            | 54                                            |

| Thế vận hội              | Số VĐV                         | Vàng                           | Bạc                            | Đồng                           | Tổng số                        | Xếp thứ                        |
| 1952–1988                | như một phần của Liên Xô (URS) | như một phần của Liên Xô (URS) | như một phần của Liên Xô (URS) | như một phần của Liên Xô (URS) | như một phần của Liên Xô (URS) | như một phần của Liên Xô (URS) |
| Albertville 1992         | không tham dự                  | không tham dự                  | không tham dự                  | không tham dự                  | không tham dự                  | không tham dự                  |
| Lillehammer 1994         | 5                              | 0                              | 0                              | 0                              | 0                              | –                              |
| Nagano 1998              | 4                              | 0                              | 0                              | 0                              | 0                              | –                              |
| Thành phố Salt Lake 2002 | 4                              | 0                              | 0                              | 0                              | 0                              | –                              |
| Torino 2006              | 3                              | 0                              | 0                              | 0                              | 0                              | –                              |
| Vancouver 2010           | 8                              | 0                              | 0                              | 0                              | 0                              | –                              |
| Sochi 2014               | 4                              | 0                              | 0                              | 0                              | 0                              | –                              |
| Pyeongchang 2018         | 4                              | 0                              | 0                              | 0                              | 0                              | –                              |
| Bắc Kinh 2022            | 9                              | 0                              | 0                              | 0                              | 0                              | -                              |
| Milano–Cortina 2026      | chưa diễn ra                   | chưa diễn ra                   | chưa diễn ra                   | chưa diễn ra                   | chưa diễn ra                   | chưa diễn ra                   |
| Tổng số                  | Tổng số                        | 0                              | 0                              | 0                              | 0                              | –                              |